# Anthidiellum madli
Anthidiellum madli är en biart som beskrevs av Gregory B. Pauly 2001. Anthidiellum madli ingår i släktet Anthidiellum och familjen buksamlarbin. Inga underarter finns listade i Catalogue of Life.